# Zethus sessilis
Zethus sessilis är en stekelart som beskrevs av Fox 1899. Zethus sessilis ingår i släktet Zethus och familjen Eumenidae. Inga underarter finns listade i Catalogue of Life.